# タレント・エージェント
タレント・エージェント（talent agent）とは、主に映画における俳優や監督、脚本家、プロデューサー、撮影監督らの権利を代行する人物である。代理人。作家の著作権エージェントと本質的に同じ業務を扱う。

## 米国のタレント・エージェント
ここではおもにアメリカ映画業界について記す。

### 業務内容
エージェントは、クライアントのために仕事を探し、金銭上の契約を結ぶ。その見返りとして、手数料の何割かを受け取る。この手数料はユニオン（俳優組合に登録したプロジェクト）の仕事の場合は10%、それ以外の仕事では20%が相場である。弁護士らと共に仕事やその報酬の交渉にあたるのだが、クライアントとは歩合契約を結んでおり、クライアントのギャラが高額になればなるほどエージェントの収入も上がる為、ギャラ交渉に力を入れる。その結果、ギャラが高騰する。近年の米国映画の極端なギャラ高騰の一因とされる。
現在のエージェントは、見込みのある才能を育て、パッケージ（これにはふつう、プロパティ、脚本家、プロデューサー、監督、スターがパックされている）を組み立てるなど、以前はスタジオが行っていたたくさんの仕事をこなしている。時にはクライアントにアドバイスをする事もある。

### 主要エージェンシー
映画ビジネスにおける主要なエージェンシーに、クリエイティヴ・アーティスツ・エージェンシー（略称CAA）、ICMパートナーズ（略称ICM）、ウィリアム・モリス・エンデヴァー・エンターテイメント（略称WME）、ユナイテッド・タレント・エージェンシー（略称UTA）などがある。

### クライアントとの関係
俳優が映画賞などを受賞したとき授賞式で今まで感謝した人として名前をあげられる事がある。個人がエージェント、広報、マネージャーから弁護士といったブレインを選び、個々に契約を結ぶのが一般的であるアメリカのマネジメントの特徴を表している例といえる。
エージェントがどんなに有能でもクライアントの理解が得られず、成功出来ない場合もある。例えばジェニファー・ロペスは映画「ジーリ」が商業的に失敗した後、CAAからエンデヴァーにエージェントを替えた。これは失敗をエージェントの責任にする典型的な例である。また、無理難題を突きつける俳優も多く、例えばシルベスター・スタローンは「バットマン&ロビン Mr.フリーズの逆襲」のMr.フリーズ役を熱望していたが、アーノルド・シュワルツェネッガーに同役が決定した事を知ると即刻エージェントを解雇した。
失言でエージェントを代える事もある。サラ・ミシェル・ゲラーは所属するWMAの社長が「ザ・ニューヨーカー」のインタビューで「『THE JUON/呪怨』に出演する前は無に等しい存在だった」と発言した事を知り激怒した彼女はWMAを去った。
クライアントは知名度が上がってくると、それまで所属していた無名エージェントから大手エージェントにエージェントを替える。キャリアを築くにあたってきっかけを与えてくれたエージェントから離れるのは恩知らずだとも思われるが、業界におけるコネの強さやエージェント主導の映画の増加など無名エージェントを離れた方が利点も多く、生き馬の目を抜くハリウッドではモラルや忠誠心は必ずしも美徳とされない。

### 影響力
エージェントたちは、スタジオ・システムの時代にもしばしば重要な役割を果たしてきたが、彼らの仕事の重要性が増したのは専属契約システムの終了以降である。
米国の映画製作においてエージェントが影響力を持ち、スタジオ以上の権力を行使するようになったのはおそらく1970年代以降である。例えばCAAの有力な創設者であり、代表でもあるマイケル・オーヴィッツは1990年の松下電器産業によるMCAの買収を巧みに背後で操っていた。彼はまた、短期間であるがウォルト・ディズニーの代表でもあった。彼は、1990年代を通して、主要なスタジオにインターネットの配信会社と提携することをアドバイスした。映画番組を伝えるのにインターネットが重要な役割を持っていたからである。
多くの俳優は知名度が上がってきたらそれまで所属していた無名エージェントから大手エージェントにエージェントを替える。業界におけるコネが強いのも一因だが、近年はエージェント主導の映画が増えているのが最もな理由である。例えば2004年の「クローサー」はジュリア・ロバーツ、ジュード・ロウなど主要キャスト4人ばかりか、監督のマイク・ニコルズ、脚本家のパトリック・マーバーまでCAA所属だった。

## 韓国のタレント・エージェント
近年、韓国ではハリウッド式の公認エージェンシー法案が推進されており、注目を集めている。内容としては従来のマネージャー業務をエージェントとマネージャーの2つに分け、エージェントの業務はクライアントの仕事の契約に限るというものである。いちはやくこれを取り入れたのが、イ・ビョンホンでそれまで所属していた事務所を離れて、ハリウッド式エージェント方式を取り入れた事務所BHエンターテインメントを立ち上げた。